# JSG-100 (радар)
JSG-100 је кинески осматрачки радар средњег домета.

## Опис
Осматрачки радар ЈСГ-100, домета 240 км, основни је извор информација о стању у ваздушном простору ракетне батерије пво система ФК-3. 
Намењен је за осматрање ваздушног простора и правовремену детекцију и откривање надолазећих претњи. 
Према доступним подацима, радар може самостално открити до 100 циљева једновремено.  Радар има своју Покретну станицу за напајање на точкашкој шасији 6×6.

## Корисници
- Кина
- Србија